# حماديون
الحماديون أو بنو حماد (بالأمازيغية: ⴰⵢⵜ ⵃⵎⵎⴰⴷ ، آيت حماد) سلالة صنهاجية حكمت اجزاء من المغرب الكبير بين 1014 إلى 1152. أسست سلالة الحماديين في 1014 حماد بن بلكين الابن الثاني لبلقين بن زيري، بعد الانفصال عن سلالة الزيريين وصراع على الخلافة. أقام حماد بن بلكين دولة بني حماد أو الدولة الحمادية التي تمثل أول دولة أمازيغية مستقلة تحكم المغرب الأوسط في العصر الإسلامي. بدأ تاريخها الحقيقي حين بنى حماد القلعة، وتعاقب على حكم هذه الدولة تسعة أمراء، اختلفوا قوةً وضعفًا وأسلوب حكم، وكان آخرهم يحيى بن العزيز الحمّادي. تركت دولتهم منشآت عمرانية ومعالم حضارية بارزة إلى الآن.
الحماديون فرع من الزيريين حكام إفريقية. أسس دولتهم حماد بن بلكين (1007-1028 م) الذي ولي حكم آشير (الجزائر حاليا) من بني أعمامه الزيريين. بنى عاصمته القلعة عام 1007 م ثم أعلن الدعوة العباسية سنة 1015 م واستقل بالحكم، إلا أن دولته لم تحظ بالاعتراف إلا بعد حروب كثيرة خاضها ابنه القايد (1028-1054 م) مع الزيريين. اعترف هؤلاء في النهاية باستقلال دولة الحماديين.

## التاريخ
في 972 عندما كان المغرب تحت الحكم الفاطمي غادر الخليفة المعز لدين الله المغرب ليستقر في القاهرة. أوكلت السلطة في المغرب إلى بلقين بن زيري (972-984) زعيم قبيلة صنهاجة. رافقت هذا التوكيل حروب أهلية وتشنجات سببتها قبائل متناحرة رأت نفسها متضررة من هذا التغيير مثل قبائل المغرب الأقصى التي تحالفت مع قرطبة. حتى داخل القبيلة صنهاجة اشتعلت بعد بضع سنوات خلافات حول انتقال السلطة ونتيجة لهذا احتفظ المنصور الابن الأكبر لبلقين بسلطة ما تبقى من المغرب الأقصى بينما سيطر حماد الابن الثاني على جزء إفريقية. وبالتالي أسس حماد بن بلكين بن مناد السلالة في 1014 وأعلنت  انفصالها عن الزيريين.
في عهد بلقين (1055-1062 م) توسعت الدولة إلى حدود المغرب الأقصى (عند تخوم فاس) ثم في عهد الناصر (1062-1088 م) بلغت تونس والقيروان كما امتدت أطراف الدولة جنوبا في الصحراء. قاد هؤلاء السلاطين حركة عمرانية كبيرة، كما بلغت الدولة في عهدهم أوجها الثقافي منذ 1104 م ومع دخول عرب بني هلال (مع سليم ورباح) المنطقة في العهد الزيري زادت الضغوط فانحسرت رقعة الدولة إلى المنطقة الساحلية للمغرب الأوسط مع سيطرة اسمية على المناطق الداخلية. سقط آخر السلاطين الحماديين «يحيى بن عبد العزيز» (1121-1152 م) بعد دخول الموحدين إلى عاصمته بجاية سنة 1152 م.

## النسب
يعود نسب الحماديين إلى قبيلة صنهاجة وهي واحدة من أكبر القبائل الأمازيغية التي لعبت دورا مهما في تاريخ المغرب الأوسط والأقصى والصحراء الكبرى، بتأسيس الجيل الأول منها دولة بني زيري، وتأسيس الجيل الثاني منها مملكة أودغست الإسلامية ودولة المرابطين، وهي بالتالي من أشهر القبائل في المغرب وشمال أفريقيا. قال القلقشندي: «صنهاجة بطن من البرانس من البربر، مساكنهم ببلاد المغرب، وهم بنو صنهاجة بن برنس بن بربر».
لم تكن صنهاجة في الواقع مجرد قبيلة عادية بل كانت شعبا عظيما ، حيث كانت بطون صنهاجة تنتشر بـبلاد شنقيط (موريتانيا حاليا) إلى حدود السنغال  ، وبالجزائر في ما بين المسيلة وتترى وميله، وكانت تسيطر على ذلك الطريق الموصل بين موريطنية سيتيفينسيس، وموريطانيا القيصرية ، كما كانت بطون أخرى تضرب في منطقة الأطلس الوسطى من تازا إلى إقليم بني ملال، وتستوطن منحدرات الأطلس الكبرى الجنوبية وتُوغِلُ جنوبا ساكنة الواحات الواقعة على أطراف الصحراء وتوغل في المغرب الأقصى في إقليم الريف حتى طنجة، كما كان بعضها ينزل حول آزمور، كانت بلادهم في القبلة مسيرة سبعة أشهر طولا، ومسيرة أربعة أشهر عرضا، من نول لمطة في أقصى المغرب، إلى قبلة إفريقية، وقبلة القيروان من بلاد إفريقية.

## الحياة السياسية
كانت الحياة السياسية مضطربة جدا في العصر الحمادي وكان هناك تنافس شديد بين أفراد العائلة الحمادية، فقد اقتتل الأميران محسن وبلقين ومات الأمير باديس مسموما، ويوسف بن حماد وبلقين بن محمد ثارا على الأمير محسن، وبلبار بن علناس وأبا يكني بن محسن وويقلان بن محسن ثاروا على الأمير منصور فحدتث الكثير من الحروب الأهلية وبجانب هذه الحروب الأهلية وقعت معارك كثيرة بين الحماديين والزيريين والمرابطين وصقليين وقبائل زناتة وبني هلال وتغيرت علاقات أهل المغرب الأوسط مع الفاطميين والعباسيين.

## تطور حدود الدولة الحمادية

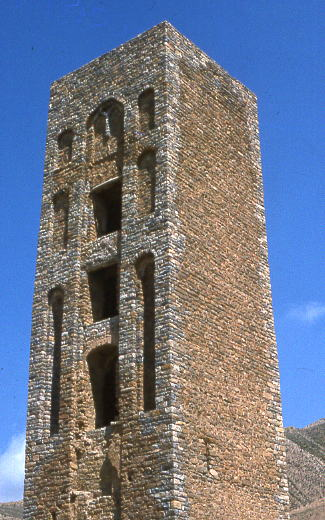
قلعة بني حماد

كانت الدولة الحمادية منذ تأسيسها إلى وفاة الأمير محسن بن قائد تشتمل على المدن والمناطق التالية: قلعة بني حماد، المسيلة، طبنة، مزاب، اشير، تاهرت، مرسى الدجاج، بلد الزواوة، مقرة، دكامة، بلزمة، وسوق حمزة، في عهد بلقين بن محمد خضعت مدينة فاس المغرب الاقصى للسلطة الحمادية ،في عهد الناصر بن علناس توسعت الدولة الحمادية توسعا كبيرا حيث تم تأسيس مدينة بجاية و فتح كل من مدينة مليانة، نقاوس، قسنطينة، الجزائر العاصمة، بسكرة، صفاقس، قسطيلية، تونس والقيروان.
اما في عهد الامراء الذين خلفوا الناصر لم يتغير الكثير سوى فتح مدينة بونة (عنابة حاليا) في عهد المنصور وخضوع أهل جربة في عهد العزيز، أما في عهد الأمراء الذين خلفوا الناصر فلم يتغير الكثير سوى فتح مدينة بونة (عنابة حاليا) في عهد المنصور، كما امتدت أطراف الحماديين جنوبًا في الصحراء الكبرى.

## قائمة السلاطين
|   | الحاكم                  | الحياة    | الحكم     |
| - | ----------------------- | --------- | --------- |
| 1 | حماد بن بلكين           | ....-1028 | 1008-1028 |
| 2 | القايد بن حماد          | ....-1045 | 1028-1045 |
| 3 | محسن بن القايد          | ....-1046 | 1045-1046 |
| 4 | بلكين بن محمد بن حماد   | ....-1062 | 1046-1062 |
| 5 | الناصر بن علناس بن حماد | ....-1088 | 1062-1088 |
| 6 | المنصور بن الناصر       | ....-1105 | 1088-1105 |
| 7 | باديس بن منصور          | ....-1105 | 1105-1105 |
| 8 | عبد العزيز بن منصور     | ....-1121 | 1105-1121 |
| 9 | يحيى بن عبد العزيز      | ....-1163 | 1121-1152 |